# Дюма, Марлен
Марлен Дюма (африк. и нидерл. Marlene Dumas; род. 3 августа 1953, Кейп-Таун, Южная Африка) — современная голландская художница южноафриканского происхождения.
В 1976 году переехала в Нидерланды, живёт и работает в Амстердаме.

## Образование
- 1972—1975: Кейптаунский университет
- 1976—1978: Atelier 63, Харлем, Нидерланды
- 1979—1980: Институт психологии, Университет Амстердама

## Творчество
- Марлен Дюма стала известна благодаря экспрессивным портретам и фигуративным работам, основанным на полароидных снимках и фотографиях из газет и журналов. Для творчества художницы характерна тревожная палитра и провокационные образы, связанные с различными общественными табу.
- В 1995 Марлен Дюма представляла Голландию на Венецианской биеннале.
- В 2007 художница получила Дюссельдорфскую премию ($75 000) за вклад в современное искусство.
- Марлен Дюма принадлежит аукционный рекорд для живущей художницы — 6,34 миллиона долларов, установленный в 2008. Картина Посетитель (The Visitor) была продана на аукционе Сотбис. На холсте 180x300 см изображена группа из шести женщин-работниц секс-индустрии.
- Работы Дюма были включены в 2022 году в выставку «Женщины, рисующие женщин» в Музее современного искусства Форт-Уэрта[4].
- В мае 2025 года Дюма обновила свой рекорд — её картина «Мисс Январь» была продана на аукционе Кристис за 13,6 млн долларов и стала самой дорогой картиной ныне живущей женщины-художницы. Полотно высотой 2,82 м было написано в 1997 году и является переосмыслением её ранней детской работы «Мисс Мира», написанной в 10 лет[5].

## Персональные выставки
- 2009: «measuring your own grave», The Menil Collection, Хьюстон
- 2009: «measuring your own grave», MoMA, Нью-Йорк
- 2008: For Whom the Bell Tolls, Zeno X Gallery, Антверпен
- 2008: measuring your own grave, Музей современного искусства, Лос-Анджелес
- 2008: «Intimate Relations», Standard Bank Gallery, Йоханнесбург
- 2007: «Intimate Relations», Национальная Галерея, Кейптаун
- 2007: «Broken White», Marugame Genichiro-Inokuma Museum of Contemporary Art, Marugame
- 2007: «Light and Dark 1987—2007», Gallery Koyanagi, Токио
- 2007: «Broken White», Metropolitan Museum of Contemporary Art (MOT), Токио
- 2006: «Man Kind», Galerie Paul Andriesse, Амстердам
- 2005: «Female», Kunsthalle Baden-Baden, Баден-Баден
- 2005: Nordic Waterclourmuseum Skärhamn, Skärhamn
- 2005: Kunsthalle Helsinki, Хельсинки
- 2005: «Selected Works», Zwirner and Wirth, Нью-Йорк
- 2004: The Second Coming, Frith Street Gallery, Лондон
- 2004: Con vista al celestiale Montevergini, Сицилия
- 2004: Termite Art v White Elephant Fundacio ICO, Мадрид
- 2003: Suspect Fondazione Bevilacqua la Massa, Венеция
- 2002: Name No Names, Новый Музей, Нью-Йорк
- 2001: Name No Names, Центр Жоржа Помпиду, Париж
- 2000: Strippinggirls Theatermuseum, Амстердам
- 2000: Марлен Дюма, Camden Arts Centre, Лондон
- 2000: All is Fair in Love and War Jack Tilton, Anna Kustera Gallery, Нью-Йорк
- 1999: M D-light Frith Street Gallery, Лондон
- 1998: Miss World Galerie Paul Andriesse, Амстердам
- 1998: Fantasma Fundao Gulbenkian, Лиссабон
- 1998: Damenwahl Kasseler Kunstverein, Кассель
- 1997: Young Boys — Part II Gallery Koyanagi, Токио
- 1997: Марлен Дюма, Wolkenkieker Produzentengalerie Гамбург
- 1996: Models NGBK/Haus am Kleistpark, Берлин
- 1996: Марлен Дюма, Tate Gallery, Лондон
- 1996: Pin Up Stedelijk Museum, Tienen
- 1995: Голландский павильон на Венецианской биеннале
- 1995: Models Kunstverein, Salzburg; Portikus, Франкфурт
- 1994: Chlorosis Douglas Hyde Gallery, Дублин
- 1994: Марлен Дюма, The Arts Club of Chicago, Чикаго
- 1994: Not From Here Jack Tilton Gallery, Нью-Йорк
- 1993: Give 'em what they Want Zeno X Gallery, Антверпен
- 1993: Land of Milk and Honey Produzentengalerie, Гамбург
- 1993: Марлен Дюма, ICA, Филадельфия
- 1992: Ask me no Questions and I’ll tell you no Lies Galerie Isabella Kacprzak, Кёльн
- 1992: Insight Axe-No-7, Квебек
- 1992: Strips In Situ/Ardi Poels, Маастрихт
- 1992: Miss Interpreted Stedelijk Van Abbemuseum, Эйндховен
- 1991: The Origin of the Species Galerie Paul Andriesse, Амстердам
- 1991: Ausser Reichweite von Kindern Galerie Stampa, Базель
- 1990: Couples Museum Overholland, Амстердам
- 1990: The Origin of the Species Staatsgalerie Moderner Kunst, Мюнхен
- 1989: The Question of Human Pink Kunsthalle, Берн
- 1988: Nightmares Galerie Wanda Reiff, Маастрихт
- 1988: Mother Explains Life to Her Son Kunstcentrum Marktzeventien, Enschede
- 1988: Waiting (for meaning) Galerie Paul Andriesse, Амстердам
- 1988: Ecco Pier Paolo Pasolini Filmmuseum, Амстердам
- 1987: The Private versus the Public Galerie Paul Andriesse, Амстердам
- 1986: Fear of Babies De Expeditie, Амстердам
- 1985: The Eyes of the Night Creatures Galerie Paul Andriesse, Амстердам
- 1984: The Artist as a Young Girl Galerie Flatland, Утрехт
- 1983: Unsatisfied Desire Galerie Paul Andriesse, Амстердам
- 1980: Марлен Дюма, Galerie Lambelet, Базель
- 1979: Марлен Дюма, Galerie Annemarie de Kruyff, Париж

## Публичные коллекции
| - ARKEN Museum for Moderne Kunst, Копенгаген - Art Institute of Chicago, Чикаго - Bawag Foundation, Вена - Carnegie Museum of Art, Питсбург - Centraal Museum, Utrecht, Нидерланды - Centre Georges Pompidou, Париж - Centro de Artes Visuales Helga de Alvear, Caceres, Испания - De Ateliers, Амстердам - De Pont Stichting, Tilburg, Нидерланды - Fonds Regional d’Art Contemporain Picardie, Amiens, Франция - Gemeentemuseum Den Haag, The Hague, Нидерланды - The Institute of Contemporary Art, Бостон - Iziko South African National Gallery, Кейп-Таун | - Johannesburg Art Gallery, Йоханнесбург - Joods Historisch Museum, Амстердам - Kasteel Wijlre / Hedge House, Wijlre, Нидерланды - Krannert Art Museum and Kinhead Pavillion, Champaign - Kunsthalle zu Kiel der Christian-Albrecths-Universität, Kiel, Дания - Los Angeles County Museum of Art, Лос Анджелес - Museum für Moderne Kunst, Франкфурт - Museum het Domein, Sittard, Нидерланды - The Museum of Contemporary Art, Лос Анджелес - Museum of Contemporary Art, Токио - The Museum of Modern Art, Нью-Йорк - Museum van Hedendaagse Kunst Antwerpen, Антверпен - Museum voor Moderne Kunst, Arnhem, Нидерланды | - Modern and Contemporary Museum of Art, Страсбург - Nasher Museum of Art, Durham - Paleis Vught, Vught, Нидерланды - The Saatchi Gallery, Лондон - Scheringa Museum voor Realisme, Spanbroek, Нидерланды - Stadsgalerij Heerlen, Heerlen, Нидерланды - Городская галерея Центра искусств и медиатехнологий (ZKM), Карлсруэ, Германия () - Stedelijk Van Abbemuseum, Einhoven, Нидерланды - Stedelijk Museum, Amsterdam, Нидерланды - Stedelijk Museum, Gouda, Нидерланды - Stedelijk Museum De Lakenhal, Leiden, Нидерланды - Stedelijk Museum Schiedam, Schiedam, Нидерланды - Stedelijk Museum voor Actuele Kunst, Ghent, Бельгия - Tate Modern, Лондон - Staatsgalerie Moderner Kunst, Мюнхен |